# Elina – som om jag inte fanns
Elina – som om jag inte fanns är en svensk-finländsk dramafilm från 2003 i regi av Klaus Härö.

## Handling
Filmen utspelas i Tornedalen i början av 1950-talet. Elina är nio år och ska precis börja skolan igen efter att länge ha varit sjuk i tuberkulos. Hon hamnar omedelbart på kollisionskurs med sin nya stränga lärarinna. Elina gör uppror och snart är hela skolan och nästan hela det lilla samhället införstådda med vad som sker, men ingen vågar ställa sig på Elinas sida förutom hennes mamma Marta, syster Irma och en ung manlig lärare, Einar Björk.

## Om filmen
Filmen hade premiär den 31 januari 2003. Filmen bygger på en barnbok av Kerstin Johansson i Backe.
Filmen vann en Guldbagge för Bästa kvinnliga biroll (Bibi Andersson) och den var även nominerad till Bästa film. På Berlins internationella filmfestival vann den två priser, bland annat för Bästa långfilm. Den vann även priser på Ale Kino! - International Young Audience Film Festival, Anjalankoskis filmsöndag, Buster International Children's Film Festival, Chicago International Children's Film Festival, Cinekid, Cinema Jove - Valencias internationella filmfestival, Isfahans internationella ungdomsfilmsfestival samt Montréals internationella barnfilmsfestival.
Trots att filmen utspelar sig i Tornedalen är den i huvudsak inspelad i Snesudden i Jokkmokks kommun.

## Rollista
| Natalie Minnevik  | – Elina        |
| Bibi Andersson    | – Tora Holm    |
| Marjaana Maijala  | – Marta        |
| Henrik Rafaelsen  | – Einar Björk  |
| Tind Soneby       | – Irma         |
| Björn Granath     | – Läkare       |
| Jarl Lindblad     | – Veikko Niemi |
| Sara Arnia        | – Sara         |
| Peter Rogers      | – Anton        |
| Carolina Berggren | – Anna         |
| Amanda Andersson  | – Kerttu       |
| Zorro Svärdendahl | – Isak         |